# Diporiphora margaretae
Diporiphora margaretae är en ödleart som beskrevs av  Storr 1974. Diporiphora margaretae ingår i släktet Diporiphora och familjen agamer. Inga underarter finns listade i Catalogue of Life.